# Göreme

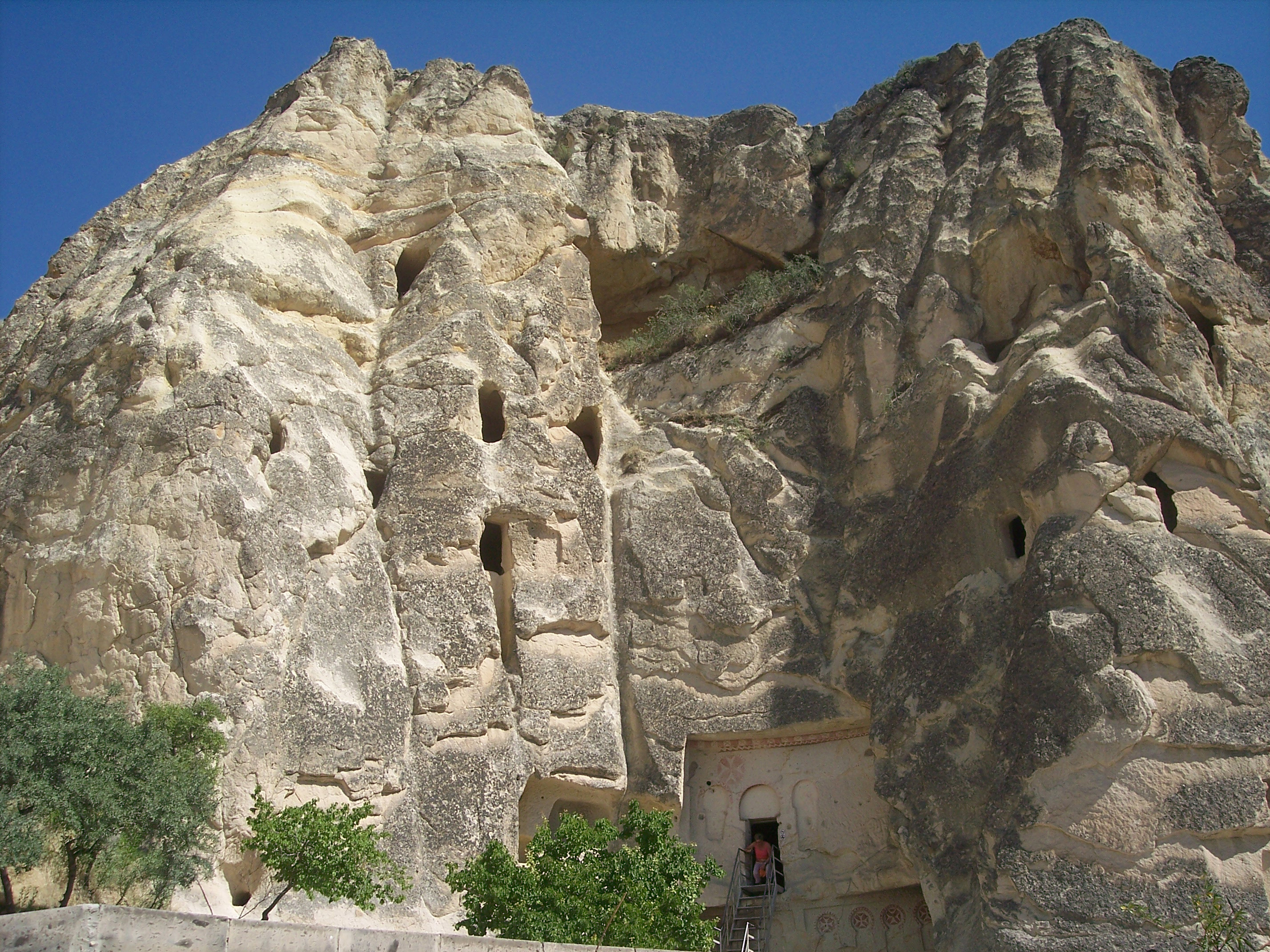
La iglesia de la sandalia (Çarıklı kilise).

Göreme o Goreme es el nombre de una serie de valles, y de una población de este valle, en la región de Capadocia en Anatolia central, Turquía. Se encuentra 12 km al este de Nevsehir (Nevşehir), y pertenece a la provincia del mismo nombre.
Cerca del pueblo, se encuentra el Parque nacional de Goreme (Göreme Milli Parklar), conocido también como Museo al aire libre de Goreme. Este parque nacional es quizás el territorio más famoso de todos los paisajes de Capadocia. El parque fue listado por la Unesco como Patrimonio de la Humanidad en el año 1985.
Los asentamientos en el área comenzaron en los siglos III y IV, cuando los cristianos del período romano fundaron varios monasterios. Como la mayoría de las construcciones en Capadocia, no se trataba de edificios, sino de sitios excavados en la roca, en forma de cuevas artificiales. Aún existen restos de monumentos, capillas, alcobas, almacenes e iglesias, muchos de ellos decorados con frescos de los siglos XI y XII.
Fuera del parque nacional, algunas de las cuevas continúan habitadas y hay unas cuantas que han sido transformadas en pensiones o pequeños hoteles.

## Iglesias y monasterios
En el parque nacional, se pueden visitar varios recintos religiosos. La iglesia de la sandalia (Çarıklı kilise), es llamada así por las cavidades existentes en el suelo que semejan huellas de pies. En esta iglesia hay un fresco que representa la traición de Judas. La iglesia oscura (Karanlık kilise), es llamada así por sus escasas ventanas, y cuya falta de luz interior ayudó a la preservación de sus frescos. La iglesia de la serpiente (Yılanlı kilise), tiene frescos de San Jorge y el dragón los cuales le dan nombre a la iglesia, y también frescos del emperador Constantino el Grande y su madre Santa Helena. Además, hay frescos que representan a San Onofrio, Santo Tomás y San Basilio. La iglesia de la manzana (Elmalı kilise) tiene una impresionante colección de frescos, es una iglesia con cuatro columnas y tres ábsides, y tiene un gran domo y ocho pequeños; los frescos originales conviven con frescos iconoclastas, sin representaciones de gente o animales. El monasterio de monjas (Rahibeler manastırı) es un complejo monástico de cuatro niveles, con vestigios de cuatro iglesias en su interior. Otros recintos religiosos son la capilla de San Basilio (Aziz Basil Şapeli), y la capilla de Santa Bárbara (Azize Barbara Şapeli).